# Turning Point: Fall of Liberty
Turning Point: Fall of Liberty è un videogioco di genere sparatutto in prima persona, sviluppato da Spark Unlimited e pubblicato da Codemasters per PlayStation 3, Xbox 360 e PC. È stato distribuito nel 2008: il 26 febbraio in Nord America, il 13 marzo in Australia e il 14 marzo in Europa.

## Trama
Il gioco è ambientato in una realtà alternativa in cui Winston Churchill è morto nel 1931, otto anni prima dell'inizio della seconda guerra mondiale, descrivendo cosa sarebbe potuto accadere in Europa, negli Stati Uniti e nel resto del mondo senza la sua presenza. Il Regno Unito viene conquistato dal Terzo Reich nel 1940 e il resto dell'Europa, il Nord Africa, il Medio Oriente e l'Unione Sovietica cadono subito dopo, mentre gli Stati Uniti rimangono neutrali, non coinvolti oltremare come quasi tutto il resto dei due continenti americani. Il gioco inizia con le forze di occupazione tedesche intente a bombardare gli Stati Uniti d'America nel 1953.

### New York City
Scappando dai bombardamenti che hanno distrutto il palazzo nel quale lavorava, Dan Carson si unisce alla Guardia Nazionale statunitense mentre cercano di creare un perimetro difensivo attorno alla metropolitana e alla ferrovia, per permettere ai civili di scappare. Dopo aver rimandato indietro l'iniziale avanzata delle forze tedesche, Carson viene inviato ad aiutare le truppe americane sparse per la città. Arriva in una piccola fabbrica dove riesce ad abbattere uno degli zeppelin di pattuglia, e successivamente fugge da New York a bordo della metropolitana. Sfortunatamente i nazisti riescono comunque a invadere Washington, D.C. dove costringono il Presidente Dewey (nella realtà mai diventato presidente) a dimettersi e promuovono lo Speaker della Casa Bianca James Edward Stevenson, simpatizzante nazista, a governare il nuovo stato fantoccio.

### Washington, D.C.
Qualche tempo dopo, Carson arriva a Washington, D.C. e diventa membro della resistenza americana. Dopo che il loro rifugio della zona è stato compromesso, la resistenza libera il Generale George Donnelly, che è in totale disaccordo con la politica di Stevenson. La resistenza alla fine decide di assassinare il Presidente Stevenson e lancia un attacco su larga scala alla Casa Bianca. Carson uccide Stevenson e gli altri membri della resistenza fanno saltare in aria lo storico edificio. Durante l'attacco, la resistenza scopre documenti segreti, che rivelano la posizione di un laboratorio segreto dedito alla costruzione di bombe atomiche sotto la Torre di Londra e i piani di testarla sulla città di New York. La resistenza, attraverso un piccolo aereo, riesce a paracadutare Carson su Londra nel tentativo di fermare la minaccia.

### Londra
Atterrato sulla Torre di Londra, Carson si reca all'interno della torre e del laboratorio sotterraneo tedesco. Riesce a distruggere due bombe atomiche ma uno scienziato britannico lo informa che un'altra bomba completamente funzionante è stata portata a bordo di uno zeppelin, diretto a New York e ormeggiato sul Tower Bridge per riparazioni dell'ultimo minuto, il che dà a Carson il tempo di salire segretamente a bordo. Dopo che il dirigibile lascia Londra per il suo bersaglio, Carson combatte all'interno dello zeppelin per cercare la bomba atomica, e riesce a trovarla appena in tempo, quando lo skyline di New York è visibile all'orizzonte; con il tempo che scorre, egli attiva il timer della bomba, e l'esplosione che segue uccide Carson e distrugge lo zeppelin, ma la città di New York rimane salva.

## Modalità di gioco
In Turning Point: Fall of Liberty, il giocatore assume il ruolo di Dan Carson, un operaio edile di New York che non ha connessioni con militari. A differenza di molti altri giochi di guerra, l'obiettivo del giocatore non è quello di vincere la guerra ma sopravvivere in un ambiente di guerra totale come membro della resistenza.
Il gioco include molte versioni avanzate delle armi usate nella Seconda guerra mondiale, e altre armi ideate alla fine delle ostilità, ma mai entrate in produzione, come il Panzerkampfwagen VIII Maus e il Landkreuzer P. 1000 Ratte che appaiono nel gioco, così come lo zeppelin Nachteule trasporto-truppe, la portaerei zeppelin Flugzeugträger e vari caccia e bombardieri jet, come l'Me 262 e il Horten Ho 229, tutti utilizzati dalla forza di invasione tedesca. Gli invasori tedeschi inoltre usano armi derivate da fucili e mitra realmente esistiti, l'MP 50 (dall'Mp 40), il Gewehr 47 (dal Gewehr 43), l'FG 49 (dall'FG 42), il Panzerschreck Schlag-Verdreifachen (dal Panzerschreck) ecc.
Il multiplayer in Turning Point: Fall of Liberty è giocabile tramite Xbox Live o PlayStation Network. Il gameplay si divide in due modalità: deathmatch e deatmatch a squadre con il giocatore che può scegliere tra i soldati nazisti o tra i membri della resistenza americana. Il gameplay è centrato su quattro mappe basate sulle locazioni del gioco e ogni mappa può ospitare un massimo di otto giocatori.

## Accoglienza
Turning Point: Fall of Liberty è stato considerato un generale e profondo insuccesso, avendo raccolto una media voti su Metacritic pari a 39/100, 42/100 e 43/100 rispettivamente per le versioni PC, PS3 e Xbox 360. Gran parte delle recensioni hanno evidenziato come il gioco avesse una buona idea narrativa, minata da un pessimo sviluppo. La testata italiana Play Generation l'ha definito come il peggior sparatutto disponibile su PlayStation 3, mentre nel 2012 la testata americana IGN ha inserito il titolo nella lista dei peggiori FPS mai usciti su Xbox nel corso della settima generazione di console, ironizzando sul fatto che il gameplay fosse eccitante tanto quanto Microsoft Excel.